# 아제르바이잔
아제르바이잔 공화국(아제르바이잔어: Azərbaycan Respublikası 아재르바이잔 레스푸블리카스), 약칭 아제르바이잔(아제르바이잔어: Azərbaycan 아재르바이잔, 영어: Republic of Azerbaijan, 문화어: 아제르바이쟌)은 캅카스에 위치한 공화국으로, 수도는 바쿠, 공용어는 아제르바이잔어이다. 주민은 아제르바이잔인이다.
동쪽은 카스피해와 접하고 있으며 북쪽은 러시아의 다게스탄 공화국, 서쪽으로는 조지아와 아르메니아, 남쪽으로는 이란과 접경하며, 바다 없는 내륙국으로, 아제르바이잔 영토 내에 있는 나고르노카라바흐 자치 공화국은 아르메니아와의 전쟁 이후로 사실상 독립 상태에 있다. 아제르바이잔은 터키와 문화가 비슷하며, 이웃 국가인 아르메니아계 주민의 나라 아르메니아의 남서쪽에는 아제르바이잔의 고립 영토이자 아제르바이잔의 자치 공화국인 나히체반 공화국이 있다. 터키의 지배를 받았으나 러시아-터키전쟁 결과 러시아에 편입되었으며 1922년 소련에 가입했다. 1991년 독립하였으며, 1993년 CIS에 가입했다. 나라의 3면이 산지로 둘러싸여 있고, 중앙은 넓은 쿠라 아라쿠스 저지로 되어 있다. 산지에는 강수량이 있으나 중앙 저지는 건조하여 스텝지대를 이루고 동남쪽 구석의 렌코란 평야는 아열대 기후이다. 주민은 아제르바이잔인이 90%, 러시아인이 3%, 아르메니아인이 2%, 다게스탄인이 3%가 있으며, 튀르키예인도 소수 있다. 이 나라는 석유와 석유제품, 기계제조, 면화, 과수, 포도의 재배, 포도주 양조, 양잠업으로 뛰어나다. 에너지원은 석유, 천연가스, 수력전기인데 석유는 질이 좋으며 주로 바쿠 부근의 육상과 카스피해의 해저에서 산출된다. 공업은 석유업장치류, 강관(steel pipe), 알루미늄의 제조 등이다. 관개로 면화·쌀·담배 등이 재배된다.

## 역사
조지아, 아르메니아와 함께 공화국으로 독립하였고, 세 나라 모두 국명에 '민주 공화국'이라는 이름이 붙어 있었다.
그러나 예전부터 3국을 지배해 온 소련이 또 다시 3국을 다시 지배하였고 1991년에 소련이 해체된다. 한 때 이 나라는 아르메니아와 분쟁이 있었다. 2008년 10월 15일 아제르바이잔 대통령 선거에서 일함 알리예프 현 대통령이 재선에 성공했다. 아제르바이잔은 최근 대통령 임기제한 폐지를 추진하고 있다. 2013년 10월 9일에는 러시아어식 이름을 엄격하게 제한하는 조치를 취하기도 했다.

## 행정 구역
아제르바이잔은 59개 구와 11개 시, 1개의 자치 공화국으로 구성되어 있으며 나히체반 자치 공화국은 7개 구와 1개 시로 나뉜다.

## 정치

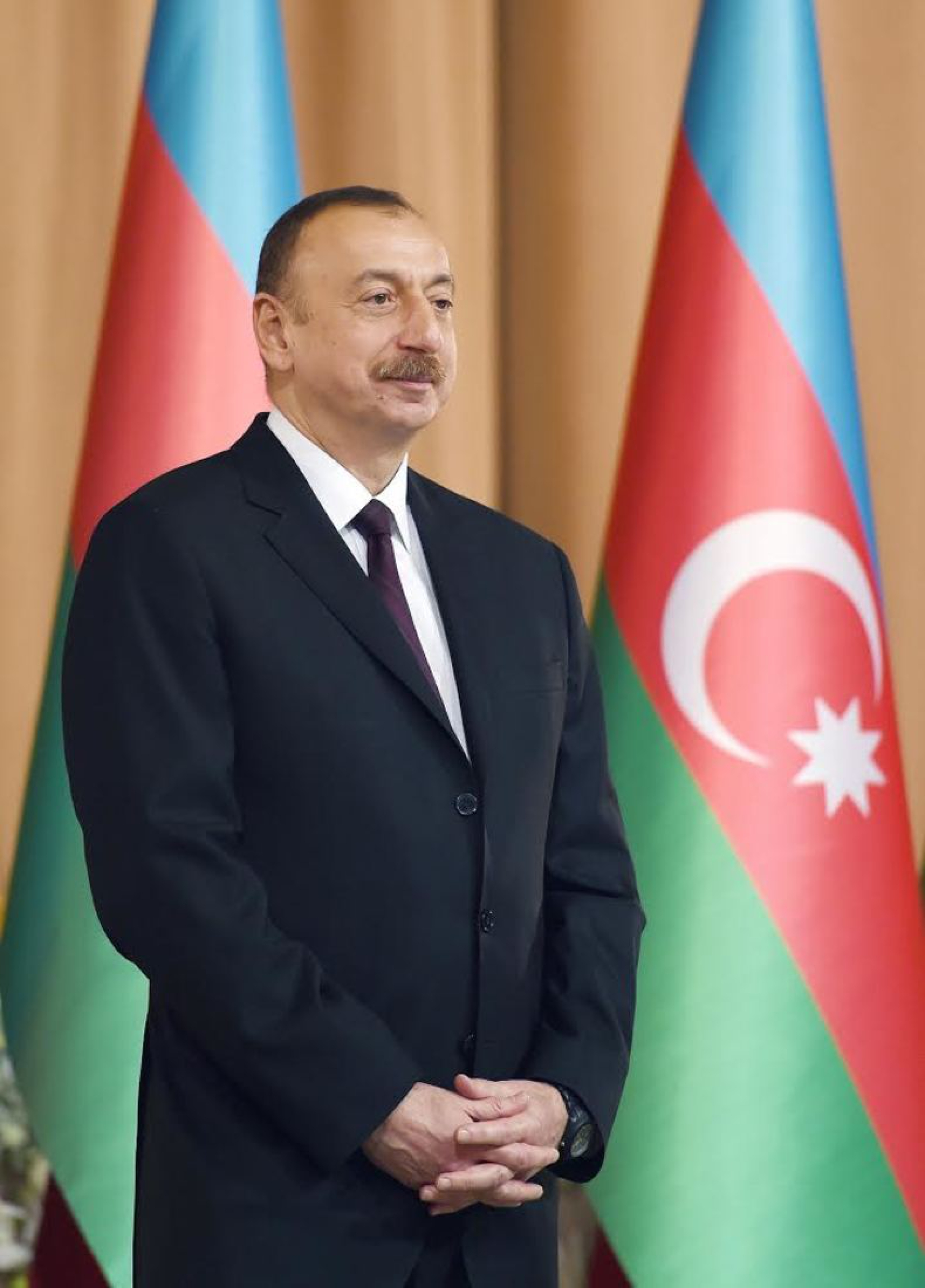
現 아제르바이잔 대통령 일함 알리예프

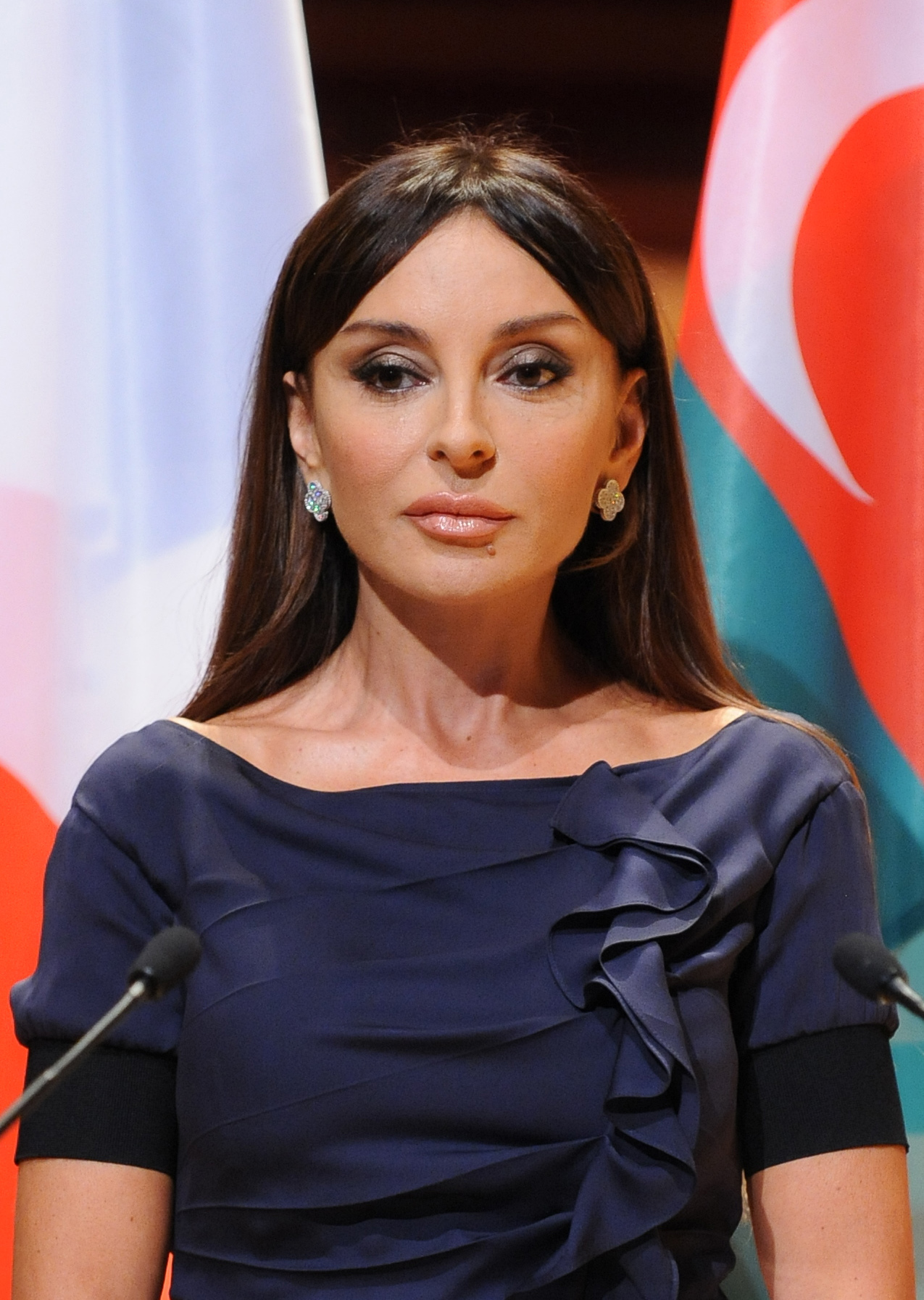
現 아제르바이잔 부통령 메흐리반 알리예바

1991년에 대통령제 국가로 독립하였으나 1993년에 갑자기 과거 아제르바이잔 SSR의 지도자였던 헤이다르 알리예프가 2대 대통령이었던 아뷜파즈 엘치바이를 몰아 내고 자신은 강권적인 정치로 아제르바이잔을 통치해 왔다.
2003년 말에 헤이다르 알리예프의 건강이 악화되면서 대통령직을 맡을 수가 없게 되었으며 장남의 일함 알리예프가 총리에서 대통령 후계자로 지명되면서 대통령 선거에 승리해 권력이 세습되었다. 그러나 일부 국민들은 이것을 불법이라 판단, 비판하여 유혈 시위도 발생했다.
대통령은 직접 선거로 선출되어 임기는 7년 중임제이며, 재선은 되며, 정부 각료는 대통령이 임명한다. 입법부는 아제르바이잔어로 밀리메지리스(Milimeciris)로 불리며 단원제로 임기는 5년이며, 의석수는 125 의석이다.

### 역대 대통령
- 1대 : 아야즈 뮈탈리보프(1991년~1992년) - 과거 아제르바이잔 SSR 당 서기장
- 2대 : 아뷜파즈 엘치바이(1992년~1993년)
- 3대 : 헤이다르 알리예프(1993년~2003년) - 과거 아제르바이잔 SSR 마지막 당 서기장
- 4대 : 일함 알리예프(2003년 10월 31일~ )

## 주민과 언어
아제르바이잔인	90.6%
레즈긴인	2.2%
러시아인	1.8%
아르메니아인	1.5%
탈리시인	1.0%
메스케티 투르크인	0.6%
기타 인종	2.3%

민족적으로는 튀르크계의 아제르바이잔인이 인구의 90.6%를 차지해 압도적으로 많다. 아제리인외에도 레즈긴인(2.2%), 러시아인(1.8%), 아르메니아인, 아바르인, 타트족이 거주하고 있다.
아제르바이잔어가 공용어이며 러시아어와 튀르키예어도 사용하며, 튀르키예어는 국가의 서부 지역인, 나히체반 공화국에서 다수 사용되며, 러시아어는 러시아 제국의 지배에 대한 영향으로 인해 일상적으로 사용되고 있다. 나고르노카라바흐에서는 아르메니아어도 사용한다.

## 종교
| 종교 구성 (아제르바이잔) | 종교 구성 (아제르바이잔) | 종교 구성 (아제르바이잔) | 종교 구성 (아제르바이잔) | 종교 구성 (아제르바이잔) |
| ------------------------ | ------------------------ | ------------------------ | ------------------------ | ------------------------ |
|                          |                          |                          |                          |                          |
| 이슬람교                 | 이슬람교                 |                          | 93.4%                    | 93.4%                    |
| 기독교                   | 기독교                   |                          | 3.1%                     | 3.1%                     |
| 무종교                   | 무종교                   |                          | 3.0%                     | 3.0%                     |
| 기타                     | 기타                     |                          | 0.5%                     | 0.5%                     |

종교적으로는 아제르 투르크인을 포함한 이슬람교가 95%로 압도적으로 우세하고(시아파 85%, 수니파 15%), 기독교(러시아 정교회, 아르메니아 정교회), 유대교가 소수파로 존재한다. 일부는 이슬람 교를 국교로 지정하자는 주장이 있다. 이슬람교는 터키의 지배 시절에 전파되어 아제르바이잔에 흔적이 많이 남아 이슬람교가 아제르바이잔의 주요 종교가 되었다고 할 수 있다. 이들 중에 시아파가 절대다수이지만, 세속국가로 이슬람 극단주의자들에게 강경조치를 취하고 있다.

## 경제
1991년에 독립을 얻은 후, 아제르바이잔은 국제 통화 기금, 세계 은행, 유럽 부흥 개발 은행, 이슬람 개발 은행, 아시아 개발 은행의 회원국이 되었다. 아제르바이잔의 금융 조직은 아제르바이잔 중앙 은행, 상업 은행, 비은행신용기관으로 구성되어 있다.
최근 한국을 비롯한 나라들이 이 나라의 유전을 탐사하는 중이다. 카스피해에서 생산되는 석유와 가스는 아제르바이잔에 놓인 파이프 라인들을 통해 서유럽 등으로 보내진다. 아제르바이잔에는 모두 7개의 석유관·가스관이 지난다. 2005년 5월 길이 1,768km의 바쿠-트빌리시-제이한 파이프라인이 완공됐다.
바쿠와 에르주룸을 잇는 남캅카스 송유관(South Caucasus Pipeline), 에르주룸과 터키 서부를 잇는 아나톨리아 횡단 송유관(Trans-Anatolian gas pipeline), 터키 서부와 유럽을 잇는 아드리아해 횡단 송유관(Trans Adriatic Pipeline)을 포함하는 남부 가스 통로(Southern Gas Corridor) 계획이 있다.

## 문화
아제르바이잔은 19세기 후반과 20세기 초반에 들어와 지난 11~13세기의 문화황금기에 버금가는 문화중흥을 경험하였다. 주로 예술·교육을 중심으로 하여 이루어진 부흥은 석유로 늘어난 부의 지원에 의해 이루어졌다. 아제르바이잔의 새로운 산업과 상업분야의 지식층은 기금을 마련하여 도서관과 학교, 병원 등을 설립하였다. 아제르바이잔 예술의 중흥은 러시아 제국 내의 터키, 이슬람인들에게 영감을 주어 이슬람 세계 최초로 극장과 오페라극장이 세워졌다.

## 같이 보기
- 아제르바이잔의 세계유산